# Metopius albipictus
Metopius albipictus är en stekelart som beskrevs av Tosquinet 1896. Metopius albipictus ingår i släktet Metopius och familjen brokparasitsteklar. Inga underarter finns listade i Catalogue of Life.